# Wateree
Els wateree eren una tribu d'amerindis dels Estats Units de l'interior de les actuals Carolines. Pertanyien a la família de les llengües catawba dels sioux. Els espanyols els trobaren en 1567 a l'oest de Carolina del Nord, van emigrar cap al sud-est cap al 1700, on els colons anglesos els van trobar. S'havien establert al llarg del riu Wateree a prop de l'actual Camden (Carolina del Sud). Originalment una gran tribu, es va veure disminuïda per la Guerra Yamasee de 1715 i es va extingir com a tribu a finals de segle.

## Història
Van ser registrats en 1567 per l'escrivà del capità espanyol Juan Pardo, Juan de la Bandera, durant la seva expedició per l'interior de les Carolines. Bandera els va anomenar 'guatari' en el seu diari, nom que també va donar a la seva vila. Bandera els va descriure com a governats per dos caps femenins.
Pel poc que se sap, els estudiosos creuen que els wateree eren una tribu de parla siouan, una escissió del grup lingüístic més gran dels pobles els territoris eren centrats llavors a les Grans Planes d'Amèrica del Nord. Es creu que els wateree parlaven llengües sioux-catawba. El nom 'wateree' pot provenir de la llengua catawba wateran, "surar a l'aigua."
Els espanyols anotaren que els Guatari eren lluny de la costa. Es creu que l'assentament era a l'actual comtat de Rowan (Carolina del Nord). En 1670, els colons i exploradors anglesos van esmentar els wateree com a habitants de la zona de l'alt riu Yadkin, al nord-oest del seu hàbitat posterior.
En 1700, quan foren visitats per l'expedició de l'anglès John Lawson, els wateree havia emigrat al sud per establir-se prop de l'actual Camden (Carolina del Sud) al llarg del riu Wateree. Els europeus observaren que els caps wateree tenien un major grau de poder que els d'altres tribus indígenes de la regió. Originalment una gran tribu, la Wateree havia perdut el seu poder durant la Guerra Yamasee de 1715 contra els colons de Carolina. Els wateree es convertiren en aliats en una confederació tribal dominada pels catawbes. Aquesta última tribu absorbí bandes romanents de moltes altres tribus de la regió pel caos dels combats entre tribus.
"James Adair va sentir més de vint idiomes diferents parlats pels indígenes en els assentaments del riu Catawba quan comercien allí entre 1736 i 1743. Hi va incloure eno, cheraw, wateree, congaree, natchez, yamasee, coosah, i altres. Probablement podria afegir-hi els saponi, waccamaw, pedee, santee i altres a la llista. Els grups varien en grandària. Si prou gran, la tribu de cada llengua tendia a crear la seva pròpia vila i nomenar als seus propis líders."
Semblava que els wateree havien estat capaços de mantenir la seva pròpia cultura i llengua cap al 1744 segons un registre de venda de terres que va assenyalar que els indis wateree van vendre a un home blanc. La tribu com a grup cultural s'ha extingit, però alguns catawbes actuals són probables descendents genètics dels wateree.